# Mimersparken
Mimersparken er en park, der ligger mellem Bispebjerg Station og Mjølnerparken på Nørrebro i København.
Parken blev åbnet i oktober 2012 på et areal mellem Bispebjerg Station og Mjølnerparken, hvor DSB tidligere havde opstillet godsvogne. Det meste af parken kan overskues fra Tagensvej. På parkens 38.000 m² er der plads til afslapning samt til diverse fysiske aktiviteter. Opførelsen har kostet ca. 34 mio. kr.